# 西サハラの鉄道
西サハラの鉄道（にしサハラのてつどう）では、西サハラにおける鉄道について記す。

## 鉄道史
隣国モーリタニアが1960年にフランスから独立した後、ヨーロッパ資本の国際鉱山会社Miferma社が開発に乗り出し、これに伴って鉄道も建設された。開通したのは1963年である。その後1974年にモーリタニア政府によって国有化され、以後はモーリタニア鉄鉱公団が鉄道を運営している。
当初計画ではトンネルを掘らずにすむ西サハラ領内を通って鉄道を建設するために西サハラ側と交渉したが、Miferma社には受け入れられない条件を課されたため、Miferma社のエンジニアは国境と平行な路線を建設し、砂漠に聳え立つ山 にチューム・トンネルを掘った。このトンネルは「アフリカにおけるヨーロッパの愚かさの記念碑」と呼ばれている。
このチューム・トンネルが老朽化したため、当初の計画通り西サハラ領内に短絡線を建設した結果、この短絡線が西サハラ唯一の鉄道となっている。

## 事業者
- モーリタニア鉄道

モーリタニアのチューム駅近くのチューム・トンネルが閉鎖されて以来、5kmほど西サハラのポリサリオ戦線実効支配地域を通過している。

## 隣接国との鉄道接続状況
- モロッコ - 接続なし
- アルジェリア - 接続なし
- モーリタニア - 接続（モーリタニア鉄道が西サハラ内を通過）